# آرچانا گوپتا
آرچانا گوپتا (به انگلیسی: Archanna Guptaa) (زاده ۱ مارس ۱۹۹۰) بازیگر، مدل هندی است.
او در فیلم راسپوتین بازی کرده است.

## زندگی شخصی
وقتی آرچانا بسیار جوان بود، عشق به بازیگری و رقص او را به سوی این حرفه کشاند، تا اینکه اولین اجرای خود را با حضور در فیلم در فکر زیبا، در تالیوود آغاز کرد. از آن زمان آرچانا در چند فیلم، از جمله یک فیلم روسی نقش اجرا کرده‌است. آرچانا در آگرا زاده شدو بعد به بمبئی نقل مکان کرد تا حرفه خود را به عنوان مدل و بازیگر فیلم پایه‌ریزی کند. او یک خواهر به نام واندانا گوپتا دارد که او هم بازیگر است.

## فیلم شناسی
| سال  | نام فیلم    | نقش     | زبان     | نکات             |
| ---- | ----------- | ------- | -------- | ---------------- |
| ۲۰۱۲ | ماسی        | لاکشمی  | تامیل    | اولین فیلم تامیل |
| ۲۰۱۵ | راسپوتین    | امبیلی  | مالایالم |                  |
| ۲۰۱۹ | سم          | مگها    | هندی     | سریال اینترنتی   |
| ۲۰۲۱ | دو قلب      | سامباوی | تامیل    |                  |
| ۲۰۲۱ | عشق اهریمنی | سوهانی  | هندی     | فیلم زی۵         |